# Shield Tablet
Shield Tablet — планшет под управлением операционной системы Android, разработанный компанией Nvidia специально для игр. Устройство было представлено в июле 2014 года в качестве дополнения к портативной игровой консоли SHIELD Portable. Shield Tablet стал первым планшетом, в котором была использована однокристальная система Tegra K1. Продажи планшета начались 29 июля 2014 года на территории США.

## Технические характеристики
- SoC Nvidia Tegra K1 (4 ядра Cortex-A15 @2,2 ГГц и вспомогательное ядро-компаньон)
- GPU Nvidia GK20A @950 МГц
- RAM 2 ГБ
- Флэш-память 16 / 32 ГБ
- Операционная система Android 4.4.2 KitKat (На момент выпуска), на 2018 год — Android 7.0 Nougat
- Сенсорный дисплей на матрице IPS, 8″, 1920×1200 (283 ppi), емкостной, мультитач
- Камеры: фронтальная (5 Мп, передача видео 720p) и тыловая (5 Мп, съемка видео 1080р)
- Wi-Fi MIMO 802.11b/g/n (2,4 ГГц и 5 ГГц)
- Поддержка карт памяти microSD (до 128 ГБ)
- NFC
- Bluetooth 4.0
- Разъем 3,5 мм для наушников и микрофона, Mini-HDMI, Micro-USB с поддержкой OTG
- Литий-полимерный аккумулятор 5338 мА·ч (предположительно)
- Акселерометр
- GPS (с поддержкой A-GPS) / Глонасс
- Гироскоп
- Компас
- Габариты 221×126×9,2 мм
- Масса 390 г

## Программное обеспечение
Планшет поставлялся с образом операционной системы Android 4.4.2 KitKat, сертифицированным корпорацией Google на использование пакета приложений Google Mobile Services. Поддержку системы обеспечивает компания Nvidia, которая и проводит процесс обновления системы.
| 1   | 29 июля 2014    | - Улучшение производительности и стабильности работы Wi-Fi - Улучшение процесса подключения SHIELD Controller - Улучшения стабильности работы Shield Hub и других приложений - Обновление функции «Записать и поделиться» - Исправление ошибок в звуковой подсистеме - Различные исправления и улучшения в производительности                                                                         |
| 1.1 | 28 августа 2014 | - Улучшение стабильности работы Wi-Fi в специфических сценариях использования - Улучшение скорости работы камеры - Переключатель для функции NVIDIA PRISM - Улучшения стабильности работы Shield Hub и подпрограммы Gamestream - Оптимизация производительности функции ShadowPlay - Улучшение языковых пакетов системы - Оптимизация звуковой подсистемы - Различные улучшения в стабильности работы |

## Критика в прессе
Планшет Shield Tablet был встречен игровой прессой весьма сдержанно. Так, например, обозреватель издания GameSpot Марк Уолтон отметил, что игровые возможности в этом планшете являются лишь небольшим бонусом из-за малого количества игр, проблем с плавностью игрового процесса в графически насыщенных играх и плохой работы функции потокового вещания в онлайн-службу Twitch.tv. По мнению журналиста, без учёта этих функций SHIELD Tablet является обычным Android-планшетом с качественным дизайном, высокой производительностью и заманчивой ценой. Ричард Лидбеттер из Eurogamer в обзоре устройства отметил, что планшет является продуктом, опережающим время из-за того, что Nvidia заложила необходимую основу для создания качественных игр для Android, но на момент выпуска планшета их очень мало. Александр Побыванец из Mail.Ru указал на то, что игровые возможности SHIELD Tablet, предлагаемые Nvidia, требуют принятия большого количества компромиссов, но признал, что в качестве обычного планшета устройство является привлекательным для потребителя предложением.